# Dioda PIN

Szkic poglądowy:
p – warstwa akceptorowa,
i – warstwa niedomieszkowana,
n – warstwa donorowa.

Dioda PIN (od ang. P-type, Intrinsic, N-type semiconductor) jest diodą półprzewodnikową, w której pomiędzy warstwami o przewodnictwie typu p  i typu n znajduje się szeroka, słabo domieszkowana warstwa o przewodnictwie samoistnym. Odróżnia to diodę PIN od innych diod. Warstwy zewnętrzne są silnie domieszkowane, gdyż spełniają rolę kontaktu omowego z wyprowadzeniami.

## Zasada działania
Dla prądu o małej częstotliwości, gdy nośniki w warstwie pośredniej zdążą się zrekombinować diody PIN zachowują własności prostownicze. 
Natomiast dla prądu wysokiej częstotliwości koncentracja nośników nie nadąża za zmianą tego prądu pozostając praktycznie stałą. W tych warunkach dioda zachowuje się jak opornik, którego rezystancja jest zależna od koncentracji nośników. Dla polaryzacji w kierunku zaporowym diody PIN, dzięki niskiej koncentracji nośników, charakteryzuje się ona wysoką rezystancją (typowo 10 kΩ) oraz niską pojemnością rzędu 1 pF. W przypadku polaryzacji w kierunku przewodzenia koncentracja nośników w zależności od płynącego prądu może zwiększyć się o kilka rzędów co powoduje spadek rezystancji poniżej 0,1 Ω. 

Schemat zastępczy diody PIN

## Zastosowanie
Wewnętrzna warstwa półprzewodnika samoistnego sprawia, że diody PIN mają gorsze od innych diod właściwości prostownicze. Jednakże dzięki niej, diody te można  wykorzystać w zakresie wysokich częstotliwości w tłumikach o regulowanym tłumieniu, szybkich przełącznikach, szybkich detektorach promieniowania (od dalekiej podczerwieni po rentgenowskie) oraz w  wysokonapięciowych układach energoelektronicznych. Diody PIN mogą także zabezpieczać przed przesterowaniem wejścia urządzeń wysokiej częstotliwości. Przy roboczym sygnale niespolaryzowana dioda połączona równolegle z wejściem zachowuje się jak kondensator o pojemności rzędu 1 pF. Przy dużym sygnale w-cz dioda zaczyna przewodzić bocznikując wejście, co ogranicza dalszy wzrost napięcia. Są też stosowane w optoizolatorach przeznaczonych do pracy z wysokimi częstotliwościami.